# Jay Cutler (fisiculturista)
Jason Isaac "Jay" Cutler (Massachusetts, Sterling 3 de agosto de 1973) é um fisiculturista estadunidense. Conquistou o título Mr. Olympia por quatro vezes em 2006, 2007, 2009 e 2010.

## Biografia
Nasceu em Sterling, no estado do Massachusetts cidade situada a 80 km de Boston. Desde criança levava uma vida de intensa atividade física, seja andando de bicicleta, brincando de esconde-esconde com os amigos da vizinhança, e ate mesmo realizando as tarefas na fazenda junto a família. Segundo o atleta, essa infância agitada influenciou, e muito, em sua decisão posterior de se tornar um bodybuilder.
Em 1991, quando ingressou para a faculdade Quinsigamond Community College, Cutler começou a praticar musculação. No começo, o atleta treinava apenas para melhorar seu físico. Mas, não durou um ano para que Cutler, então com dezenove anos, quisesse competir. Seu primeiro campeonato ocorreu naquele mesmo ano, o Teen Nationals, em que ele tirou o primeiro lugar.
Olympias conquistados:
Mr. Olympia 2006
Mr. Olympia 2007
Mr. Olympia 2009
Mr. Olympia 2010
Tetracampeão do Mister Olympia, Jay Cutler é um dos maiores fisiculturista da atualidade, veja sua biografia contando sua trajetória ao longo de sua vida com fotos e vídeos. Apaixonado por atividades físicas desde criança, o tetra campeão de uma das maiores competições de fisiculturismo, Jay Cutler, começou sua vida em Sterling, subúrbio de Worcester County, em três de agosto de 1973, no estado de Massachusetts, Estados Unidos da América. Criado em fazenda, o mais de sete, três irmão e três irmãs, seus exercícios abrangiam além de bicicletas, brincadeiras com os amigos, tarefas necessárias para o bom funcionamento do local onde ele morava.
Enquanto estudava, também trabalhava e iniciava-se nos treinamentos, para o que viria a ser uma carreira de grande sucesso. Ainda na escola, Jay jogava futebol americano, mantendo seu gosto por esportes. Sem ter vislumbrado o futuro promissor, Jay entrou na faculdade e se formou em licenciatura da Justiça Criminal, pensando em trabalhar em prisões de segurança máxima.
Mudou, com a namorada Kerry, para Worcester, onde trabalhou em diferentes áreas.
Nesse meio tempo, Jay conheceu a pessoa que daria suporte para a carreira brilhante no culturismo: Bruce Vartanian. Ele era empresário na área de fisiculturismo e viu em Cutler um possível competidor. Apostou nele, principalmente ao ensinar as principais coisas que ele deveria saber para se tornar um fisiculturista de sucesso. Outro importante ícone na vida do fisiculturista foi Chris Aceto, que modificou a maneira de Jay se alimentar, o qual possibilitou ganhar mais músculos e força nos treinos. 
A partir disso, Cutler começou a dar passos largos na área de fisiculturismo. Ganhou o segundo lugar no campeonato chamado de Gold’s Gym Worcester Bodybuilding Championship, Mas o resultado, de todos os anos de treinos, veio com a vitória no concurso chamado de Iron Bodies Invitational, no ano de 1993.
Depois disso, Jay Cutler não parou mais. Ganhou o Arnold Classic em 2002 e 2003, e foi vice em quatro anos no Mr. Olympia. Em 2006, finalmente, ganhou o Mr. Olympia. Em 2007 conquistou o título novamente. Em 2008 caiu alguns , ficando com o segundo lugar. Mesmo com o deslize de posições, Cutler não se deixou abater, voltando em 2009 e 2010 com força total, ganhando o Mr. Olympia com louvor.